# Zayn al-Din Karadja ben Dhul Kadir
Zayn-ad-Din Karaja ibn Dhu-l-Qadr fou un cap d'un grup de turcmans establerts a l'Armènia Menor el 1335, format per uns 5000 cavallers. Dirigia el clan Bozok i les seves pastures s'estenien per la part oriental de l'Antitaure i passaven l'hivern a la part oriental de la cadena de l'Amanus. A la mort de l'Il-kan Abu Said es va apoderar d'Elbistan (1337) i va obtenir del soldà mameluc un diploma que el reconeixia. Tot el seu regnat fou una sèrie de lluites contra els veïns i revoltes per sostreure's a la sobirania egípcia. Derrotat el 1352 per un exèrcit enviat pel governador d'Alep, es va escapar al Beylik d'Eretna, però Muhammad ben Eretna el va lliurar als egipcis i fou executat (1353). El va succeir el seu fill Ghars al-Din Khalil.